# Louis de Blois-Châtillon
Ne doit pas être confondu avec Louis de Blois.
Louis de Blois-Châtillon, dit Louis de Blois (en latin Blosius), né en octobre 1506 à Donstiennes (Belgique) et décédé en janvier 1566 dans son abbaye de Liessies (France), est un moine bénédictin de l'abbaye de Liessies, dont il fut l'abbé de 1530 à sa mort.  Réformateur de son abbaye et ami personnel de Charles-Quint, il laissa de nombreux écrits spirituels. 

## Biographie

### Enfance et jeunesse

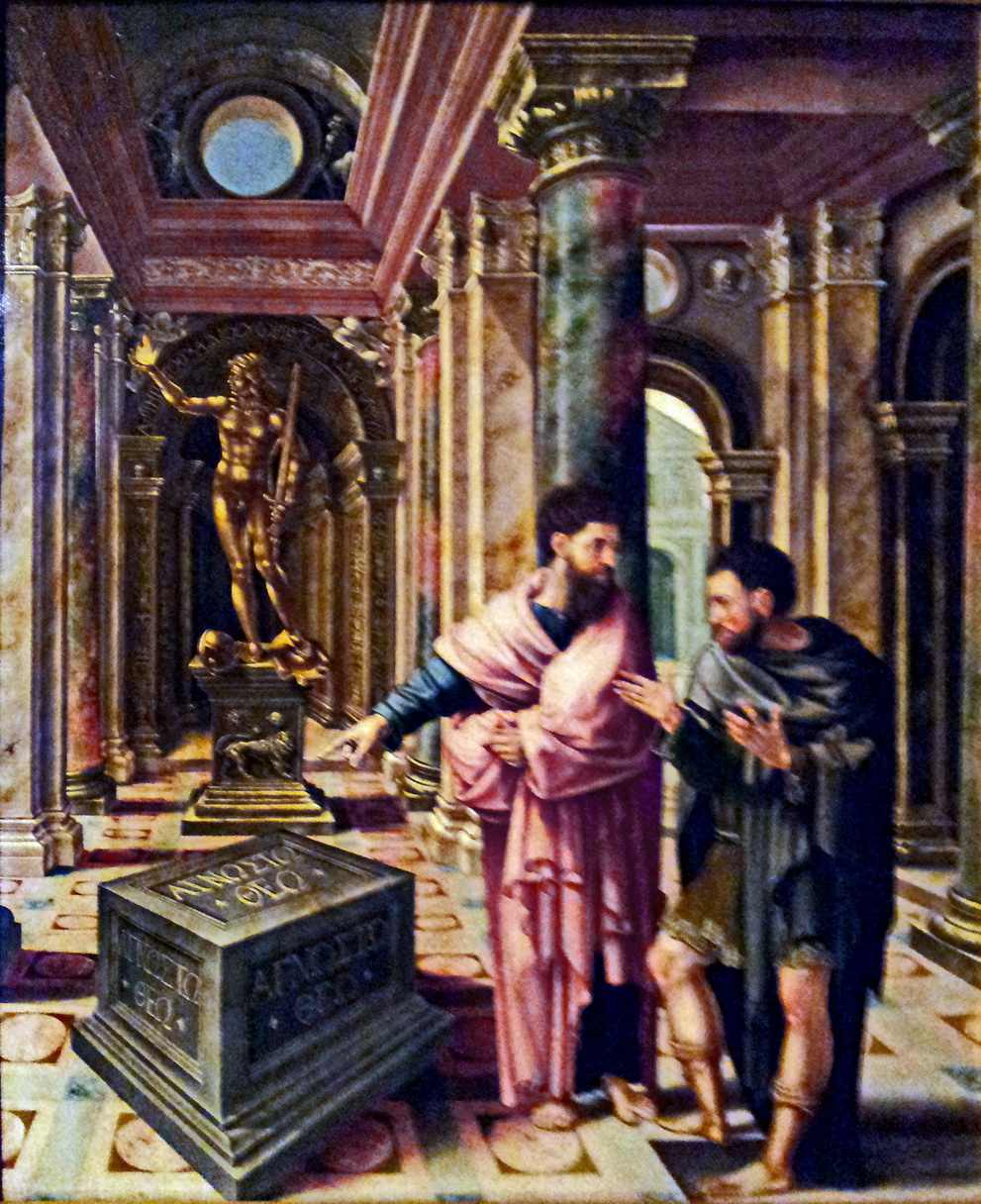
Renaissance et humanisme en Europe du Nord, au XVIe siècle (Peinture de Lambert Lombard).

Louis de Blois est né en octobre 1506 au château de Donstiennes (près de Thuin), alors dans la Principauté de Liège. Son père est Adrien de Blois, seigneur de Jumigny, de la famille des comtes de Blois, seigneurs de Châtillon; sa mère est Catherine de Barbençon, dame de Donstiennes. En compagnie de ses frères et sœurs, Louis reçoit une éducation raffinée au domaine paternel avant d'être envoyé comme page à Gand, à la cour de l'archiduc Charles, le futur Charles Quint. Là, son intelligence et la douceur de son caractère lui attirent la bienveillance de tous, en particulier de l'archiduc, qui devient son ami. Cependant, un accident vient promptement mettre un terme à ces succès de courtisan. Une blessure que Louis s'est faite à la tête, nécessite une opération. Le chirurgien lui ayant demandé s'il avait une préférence pour la forme de l'incision à pratiquer, Louis répond qu'il la voudrait en forme de croix de Bourgoyne. Il semble que cette réflexion spontanée ait fait impression sur les assistants comme sur le patient. Y a-t-il vu un signe ? En tout cas, quelque temps plus tard, Louis, âgé de quatorze ans, entrait comme novice bénédictin à l'Abbaye de Liessies, renonçant ainsi à toute carrière profane.

### Formation spirituelle et intellectuelle
À l'abbaye, Louis accomplit son noviciat sous la direction de dom Jean Meurisse. Envoyé à l'université de Louvain, il y reçoit une formation humaniste et théologique : avec Cénard, il améliore sa connaissance du latin, du grec et de l'hébreu, au collège des Trois-Langues; avec Ruard Tapper et Jean Driedo, il s'initie aux sciences sacrées. Pendant ce temps, à Liessies, l'Abbé, dom Gilles Gippus, malade et âgé, marque sa volonté de le désigner comme son coadjuteur, c'est-à-dire successeur. Ce choix ayant été ratifié par toute la communauté, il est notifié, en 1527, à l'étudiant, qui n'est pas encore prêtre. Le 2 mars 1530 Gippus meurt. Louis rentre alors à Liessies : il y est ordonné prêtre le 11 novembre, célèbre sa première messe le 12, et est installé abbé le 13 du même mois.

### Réforme de l'Abbaye
Louis s'attelle aussitôt au projet de réforme disciplinaire, que n'avait pu mener à bien son prédécesseur. Le laxisme de certains abbés et les menaces de guerre continuelles avaient, en effet, contribué à un fort relâchement dans l'observance religieuse de la règle de saint Benoît. Face à la résistance de certains religieux, le projet de réforme piétine>. Toutefois, en 1537, à la reprise des hostilités entre François Ier et Charles Quint, les moines de Liessies, installés près de la frontière entre la France et les Pays-Bas méridionaux, se dispersent pour trouver refuge, les uns à Mons, les autres à Ath. C'est dans cette dernière localité que Louis tente une première expérience d'observance stricte de la règle, en compagnie de trois religieux gagnés à ses idées. D'autres moines viennent bientôt les rejoindre, au point que Louis songe à établir à Ath son monastère. Mais, en 1538, une fois la trêve conclue, Charles Quint enjoint à la communauté de regagner Liessies. Dont acte, en 1539. Louis rédige alors le nouveau coutumier de l'abbaye, après avoir quelque peu mitigé la sévérité de sa réforme. Au bout de six ans d'expérimentation, ces statuts sont solennellement approuvés par le pape Paul III, en 1545.

### Relations avec l'extérieur

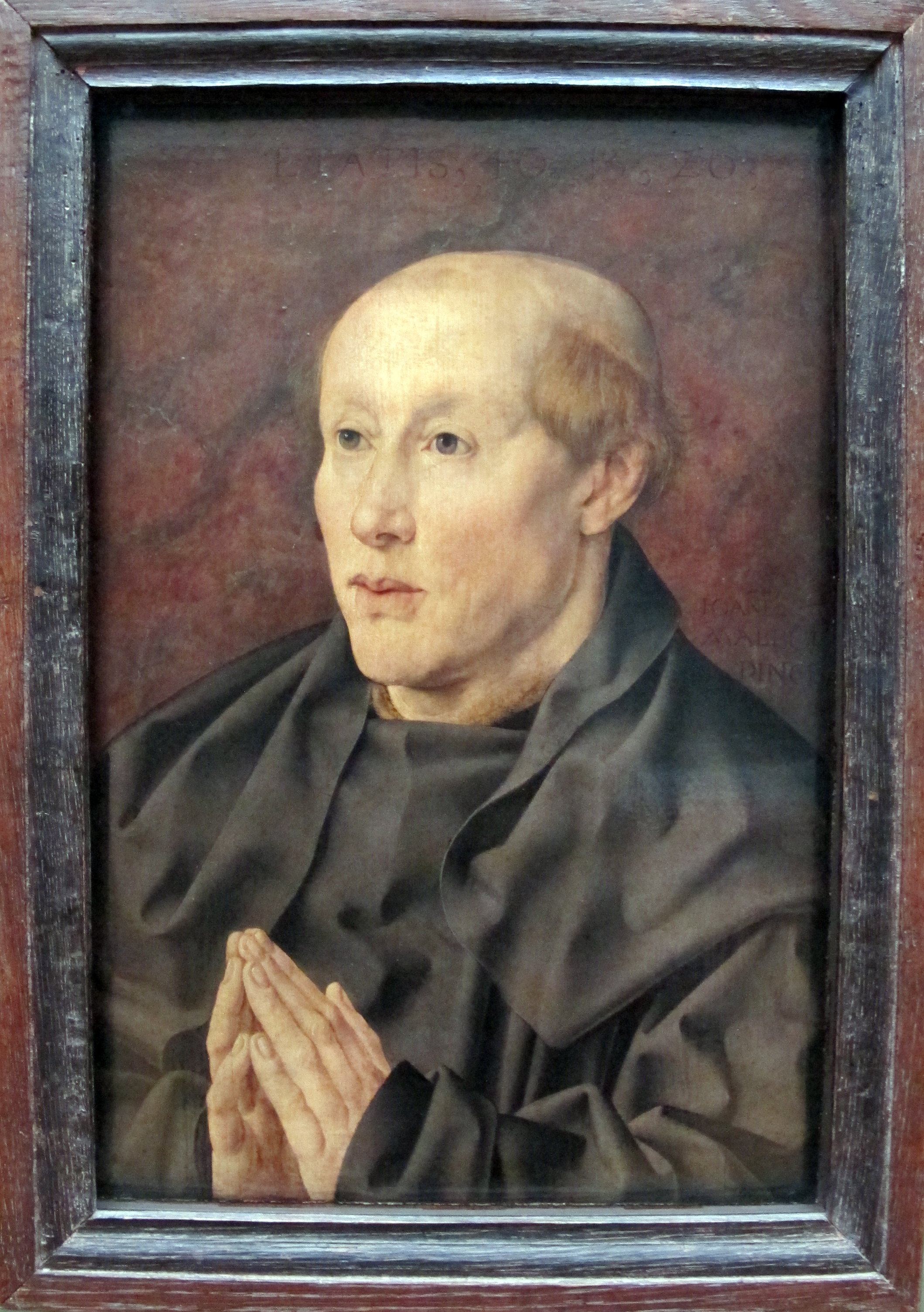
Un moine à l'époque de Louis de Blois (Peinture de Jan Gossart)

Louis ne se contente pas des aspects juridiques et disciplinaires : il veut faire adhérer le cœur de ses moines à la réforme. À cet effet, il donne l'exemple de l'observance, et compose de petits traités de vie ascétique et mystique. Il enrichit également la bibliothèque abbatiale d'un grand nombre de passionnaires, martyrologes et biographies de saints manuscrites, constituant ainsi l'une des plus riches collections hagiographiques de l'époque, au point que le jésuite Héribert Rosweyde, professeur au célèbre collège de Douai, y aurait conçu le projet des Acta Sanctorum des Pères Bollandistes. À ce propos, il convient de noter que Louis de Blois a toujours manifesté son intérêt et son appui à la Compagnie de Jésus. Non seulement, il a fait les Exercices spirituels dans la tradition d'Ignace de Loyola, à Louvain, et recommandé ce type de retraite religieuse, mais il a pris plusieurs fois la défense des Jésuites auprès des autorités en place (cf. lettre à Vigilius, président du Conseil d'État). Louis a, en effet, conservé beaucoup de crédit auprès de Charles Quint, qui ne lui a jamais retiré son estime. C'est ainsi que l'empereur a proposé à son ami d'accepter la prélature de la prestigieuse abbaye Saint-Martin de Tournai, puis le siège épiscopal de Cambrai, à la mort de Robert de Croÿ. Dans les deux cas, Louis de Blois refusa.

### Réalisations et mort d'un Abbé
Ce n'est pas seulement la bibliothèque qui est agrandie sous l'abbatiat de Louis, car celui-ci, en plus de ses œuvres de charité, se lance dans une politique de grands travaux : embellissement des jardins, érection de murailles, construction d'une chapelle pour y abriter des reliquaires, amélioration des dortoirs et amplification du chœur de l'église abbatiale. Cet ouvrage devra toutefois être continué par ses successeurs : Louis ne verra jamais la fin des travaux. En effet, un jour qu'il visite le chantier, sa jambe heurte une poutre posée à terre. Une forte fièvre le prend et, au terme de trois mois de souffrance, ayant réuni autour de son lit la communauté, à laquelle il adresse un émouvant discours, il meurt, le 7 janvier 1566. Conformément à sa volonté, son corps est d'abord déposé à l'entrée du chœur de l'église, sous une simple dalle de marbre. Mais en 1631, l'archevêque de Cambrai, François Van der Burch procède au transfert de la dépouille dans un mausolée élevé au milieu du chœur. 
À la même époque paraît à Anvers, chez Christophe Plantin, l'édition complète et définitive des œuvres de Blosius, réalisée par le deuxième successeur de celui-ci, l'abbé Antoine de Winghe. Écrites en latin, elles connaîtront très vite des traductions en de nombreuses langues; preuve que leur popularité s'étend aussi en dehors du clergé. C'est ainsi, par exemple, que les Instructions spirituelles deviendront le livre de chevet de Philippe II, après avoir été celui de Charles Quint.

## Spiritualité

### Une littérature réformatrice
Louis de Blois accomplit une réforme au temps des Réformes. Il s'est fixé la tâche de faire passer une institution mérovingienne, l'abbaye, dans la Modernité, c'est-à-dire la Réforme tridentine. Anticipant sur le concile de Trente, l'abbé de Liessies veille à l'édification et à la formation de sa communauté. C'est dans ce but qu'il rédige, en 1538, son premier ouvrage : le "Speculum monachorum" ("Miroir des âmes monastiques"). Sous le pseudonyme gréco-latin de Dacryanus (Celui qui pleure), il y fait l'apologie de la prière et des vertus religieuses, et donne des conseils pour conserver la ferveur sur la voie de la perfection. Après de longues études à l'université, il peut s'appuyer sur une large érudition, approfondie par l'expérience, en matière de spiritualité. Ainsi, c'est essentiellement par le biais d'une synthèse critique de la Mystique rhénane, étudiée à partir des œuvres d'Harphius, qu'il va fixer repères et balises pour le parcours intérieur du religieux observant, à travers "l'Institution spirituelle", par exemple.

### Une synthèse de la Mystique rhénane

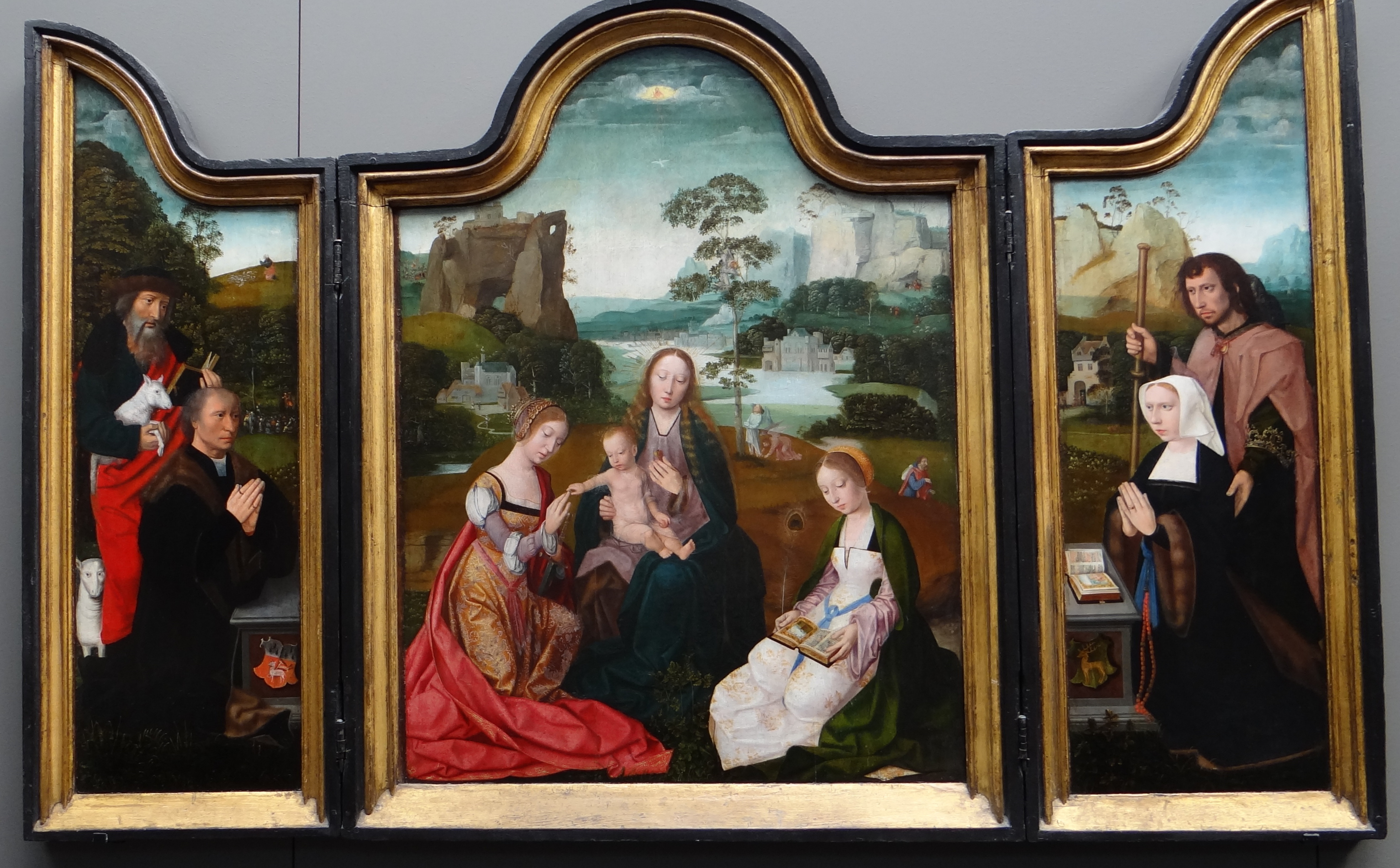
Le mariage mystique : idéal de l'âme, Maître du Saint-Sang, Musée Groeninge.

Les œuvres de Blosius ont fait connaître à Thérèse d'Avila la mystique affective de Gertrude de Helfta. De la cistercienne allemande, Louis de Blois a conservé la dévotion à la sainte humanité du Christ : pour s'unir intimement à Dieu, il faut adhérer à Jésus-Christ et à son mystère rédempteur, l'amour de Jésus venant suppléer les déficiences de la créature. Cependant, il a également lu Jean Tauler, si bien que sa doctrine spirituelle s'oriente vers des thèmes plus complexes de la mystique spéculative, comme le dépassement des images, la désappropriation, l'engendrement du Verbe dans l'âme et la déification de celle-ci.

### Un itinéraire spirituel
Au fil des pages se dessine ainsi un itinéraire qui part de la méditation de la Passion, pour arriver à l'union transformante avec Dieu, "comme le fer jeté dans le feu devient comme du feu sans pour cela cesser d'être du fer" ("Speculum spirituale" XI). Entre ces deux points s'étend le chemin de la contemplation, définie comme une attention humble et habituelle à la présence de Dieu au centre de l'âme. Ce dernier élément est d'une importance capitale : repris à saint Grégoire le Grand, il dote la doctrine spirituelle d'un optimisme foncier, puisqu'à tout moment le simple recueillement permet de renouer immédiatement le contact avec Dieu, source de toute joie.

### Une œuvre de transition
L'activité de Blosius en faveur des Jésuites, comme ses ouvrages de polémique contre les Protestants, manifestent le soutien qu'il apporte à la réforme de l'Église. Il ne semble d'ailleurs pas échapper pas à un certain didactisme, conséquence d'un modèle ecclésial nouveau, plus dirigiste que celui du Moyen Âge. Alors que la Mystique rhénane se proposait de tirer de l'expérience mystique un enseignement sapientiel ou théologique, la Contre-Réforme trace par avance les limites doctrinales entre lesquelles pourra se déployer la contemplation. Ainsi, chez Louis de Blois déjà, la participation liturgique tend à être remplacée  par les exercices spirituels; la lectio divina cède la place aux méditations en règle sur les "mystères" de la vie du Christ; jusqu'à la spontanéité de la prière, qui peut se réduire à des formules de piété dûment contrôlées par l'autorité. Néanmoins, tout aussi soucieux de susciter le désir des biens éternels, Louis de Blois trouve dans les sources monastiques une fraîcheur d'inspiration et un optimisme joyeux, qui permettent à ses œuvres d'éviter la sèche austérité et le pessimisme anthropologique mis à la mode par la Devotio moderna.

### Écrits de Louis de Blois

#### Ascétique et mystique

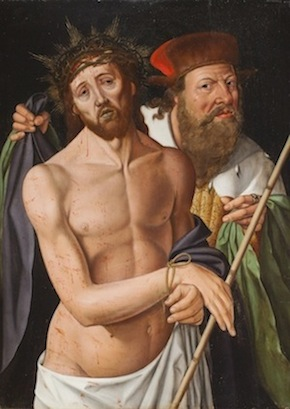
Mystique affective et humanité du Christ ; L'homme de douleurs ou Ecce homo, Maître du Saint-Sang, Musée de Flandre.

- Speculum monachorum a Dacryano, ordinis S. Benedicti abatte, conscriptum, antehac numquam excusum (1538);
- Canon vitae spiritualis (1539)[12];
- Medulla psalmodiae sacra;
- Officium horarum de Jesu et Maria;
- Piarum precularum Cimelarchion (1540);
- Enchiridion parvulorum;
- Psychagogia sive animae recreatio libris IV distincta, collecta ex variis tractatibus D. Aurelii Augustini;
- Sacellum animae fidelis partibus III distinctum;
- Institutio spiritualis perfectionis vitae cultori utilissima (1551);
- Brevis regula et exercitia quotidiana tironis spiritualis (1553)[13];
- Consolatio pusillanimium ex scriptis sanctorum et paraclesis divina ex sacris litteris deprompta;
- Margaritum spirituale partibus IV distinctum;
- Conclavae animae fidelis partibus IV distinctum, contenant Speculum spirituale (1558).

#### Polémique
- Cornelii Taciti Historiarum Libri I & II, Wentworth Press, 2018, 194 p. (ISBN 978-0-2742-7487-1) ;
- Facula illuminandis et ab errore revocandis haereticis accomodata ;
- Epistola ad matronam ab haereticis seductam.

#### Patristique
- Comparatio regis et monachi : libellus ex graeco S. Joannis Chrysostomi a Ludovico Blosio latine redditus (Lettre adressée, le 1er mai 1527, à Jean de Molembais)[14].

### Traductions françaises
- M. de Longchamp (trad.), Institution spirituelle, Éditions du Carmel.
- Louis de Blois: sa vie et ses traités ascétiques, par les bénédictins de l'Abbaye Saint-Paul de Wisques, vol. 1: esquisse biographique; l'institution spirituelle; Desclée de Brouwer, 1927 (ASIN B00UNPBUNI) ; vol. 2:  le miroir de l'âme; la consolation des âmes craintives; Desclée de Brouwer, 1932 (ASIN B00PFXMN4I).

### Études sur Louis de Blois
- P. de Puniet, « Blois(Louis de) ou Blosius, abbé bénédictin de Liessies (1506-1566) », dans Dictionnaire de spiritualité ascétique et mystique, vol. I, Paris, Beauchesnes, 1937, colonnes 1730 à 1738.
- E.-H.-J. Reusens, « Blois, Louis de », dans Biographie nationale de Belgique, vol. 2, Bruxelles, H. Thiry - Van Buggehoudt, 1868 (lire sur Wikisource), p. 499-507.
- L. Vos, Louis de Blois, abbé de Liessies (1506-1566) : Recherches bibliographiques sur son œuvre, Brepols.
- (en) Louis de Blois (Blosius) (trad. Un miroir pour les moines), A Mirror for Monks, HardPress Publishing, 2019, 134 p. (ISBN 978-0-4610-6679-1).